# Mycetophagidae
Mycetophagidae jsou čeleď brouků z nadčeledi Tenebrionoidea.

## Popis
Brouci této čeledi jsou velcí od 1 do 6 mm, oválného tvaru. Základní zbarvení je od černé po světle hnědou, většinou s pravidelnými žlutými znaky na krovkách.

## Taxonomie
- podčeleď Bergininae Leng, 1920
  - tribus Berginini
    - rod Berginus Erichson, 1846
- podčeleď Esarcinae Reitter, 1882
  - tribus Esarcini
    - rod Escarus
      - Esarcus inexpectatus Dajoz, 1964
- podčeleď Mycetophaginae Leach, 1815
  - tribus Mycetophagini
    - rod Eulagius
    - Litargops
    - Litargus Erichson, 1846
    - Mycetophagus Hellwig, 1792
    - Pseudotriphyllus Reitter, 1879
    - Triphyllus Dejean, 1821

  - tribus Typhaeini
    - rod Typhaea Stephens, 1829
    - rod Typhaeola